# Université d'État du Michigan
L'université d'État du Michigan (en anglais Michigan State University ou MSU) est l’université publique du Michigan, située à East Lansing, aux États-Unis. Elle a été fondée le 12 février 1855.
Cette université dispose notamment d'un accélérateur d'ions exotiques, le RIA (Rare Isotope Accelerator).
Dans le domaine sportif, les Spartans de Michigan State défendent les couleurs de MSU et évoluent au sein de la conférence du Big Ten. L’équipe de football américain de MSU a remporté le Rose Bowl Game en 1954, 1956, 1988 et en 2014. L’équipe de basketball a remporté le championnat national de la NCAA en 1979 et en 2000.

## Historique

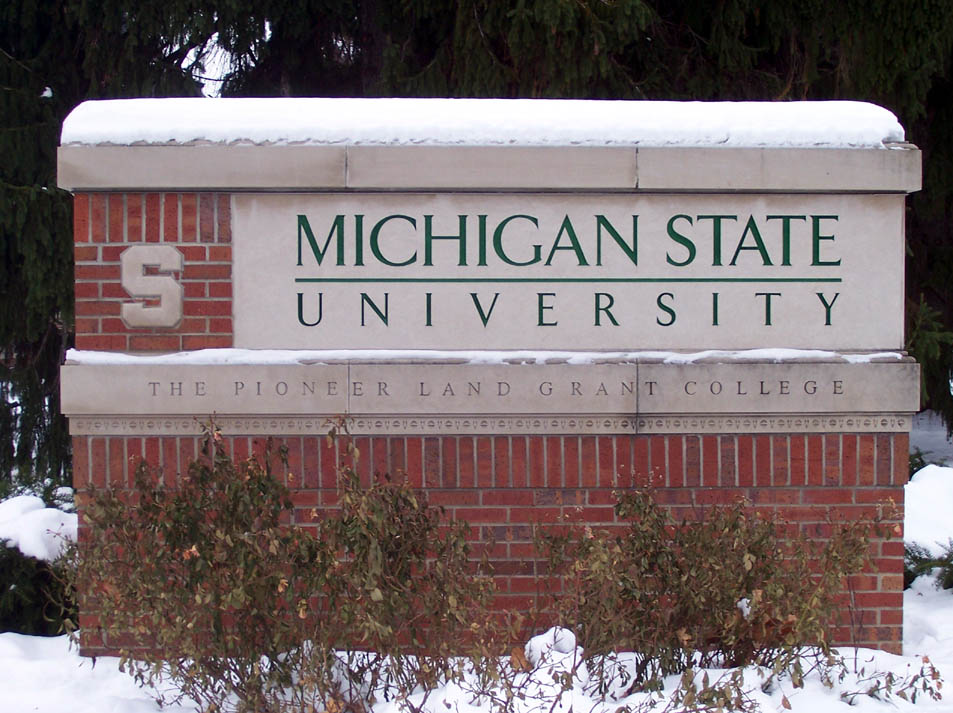

C’est le 12 février 1855 que fut fondé, à l'appel de la constitution du Michigan, le premier établissement d’enseignement supérieur d'agriculture des États-Unis : le « Agricultural College of the State of Michigan » qui prit son nom définitif de « Michigan State University » en 1964.
En 1941, le président de l’école, John A. Hannah, lança un grand plan de développement de l’institution en offrant aux vétérans de la Seconde Guerre mondiale d’y compléter leur éducation, en doublant le nombre de bâtiments du campus, et également en permettant à l’école d’intégrer la conférence du Big Ten afin de consolider sa réputation sportive. 
Depuis le départ de Hannah, MSU n’a de cesse d’augmenter la taille de son corps étudiant et d’améliorer sa réputation nationale et internationale afin de devenir un acteur de tout premier plan à l'horizon 2012.

## Enseignement et recherche
La Michigan State University est la 6e plus grande université américaine en nombre d’étudiants. Avec environ 45 200 étudiants au total, dont 35 700 undergraduates et 9 500 graduates, la MSU a une parité de 54 % de femmes et de 46 % d’hommes. La MSU a en son sein environ 6 000 enseignants et chercheurs avec une moyenne d’un enseignant pour 19 étudiants. La MSU est membre de l’Association des Universités Américaines et offre à ses étudiants de nombreuses opportunités d’emploi, les teaching assistantships, afin de les soutenir dans le financement de leurs études et dans leurs projets professionnels.

### Classements
La MSU est classée au 80e rang mondial des meilleures universités, selon l’étude menée par la Shanghai Hai Jiao Tong University, et la 70e meilleure université américaine selon U.S. News and World Report. La MSU offre plus de 200 cursus académiques, dont plusieurs sont parmi les meilleurs mondiaux. Le programme doctoral Industrial and Organizational Psychology a été reconnu à plusieurs reprises comme le meilleur mondial durant la dernière décennie. Dans le classement U.S. News 2006 des programmes de physique nucléaire, la MSU est classée deuxième, après le MIT. En effet, le département de physique et d’astronomie est reconnu pour la qualité de ses nombreuses publications scientifiques. Par ailleurs, le classement 2007 U.S. News and World Report place le programme de Supply Chain Management du Eli Broad College of Business de la MSU première devant celui du MIT. D’ailleurs, selon cette fois le classement Business Week 2006 des meilleures Business Schools américaines, Eli Broad est placée à la 29e position.

### Recherche
L’université a investi près de 300 millions de dollars dans la recherche en 2002, confirmant sa forte implication dans ce domaine. L’histoire de la MSU est en effet riche en découvertes majeures puisque déjà en 1877, le professeur de botanique William J. Beal réalisa le premier croisement génétique aboutissant à la fabrication de maïs transgénique. Le professeur G. Malcolm Trout inventa le processus d’homogénéisation du lait dans les années 1930. Dans les années 1960, les chercheurs de la MSU conçurent la molécule cisplatin, employée dans les principaux traitements contre le cancer. Aujourd’hui, la MSU poursuit sa démarche d’excellence en poursuivant ses recherches dans le domaine de l’énergie avec l’aide du département américain de l’énergie et dans la physique nucléaire avec son accélérateur de particules au sein de son National Superconducting Cyclotron Laboratory (NSCL). En 2004, les scientifiques du Cyclotron ont produit et observé un nouvel isotope du germanium, appelé Ge-60. La même année, Michigan State, en partenariat avec l'université de Caroline du Nord à Chapel Hill et le gouvernement brésilien, a amorcé la construction du télescope SOAR (Southern Astrophysical Research Telescope) dans la Cordillère des Andes. Ce télescope permettra au département de physique et d’astronomie de la MSU d’étudier l’origine et la formation des galaxies.
Dans le domaine des sciences humaines, la Michigan State University a été pionnière en lançant en 1994 H-Net, réseau de listes de communication par internet et site internet de tout premier rang dans le paysage mondial. H-Net rassemble aujourd’hui plus de 100 000 universitaires.

## Campus

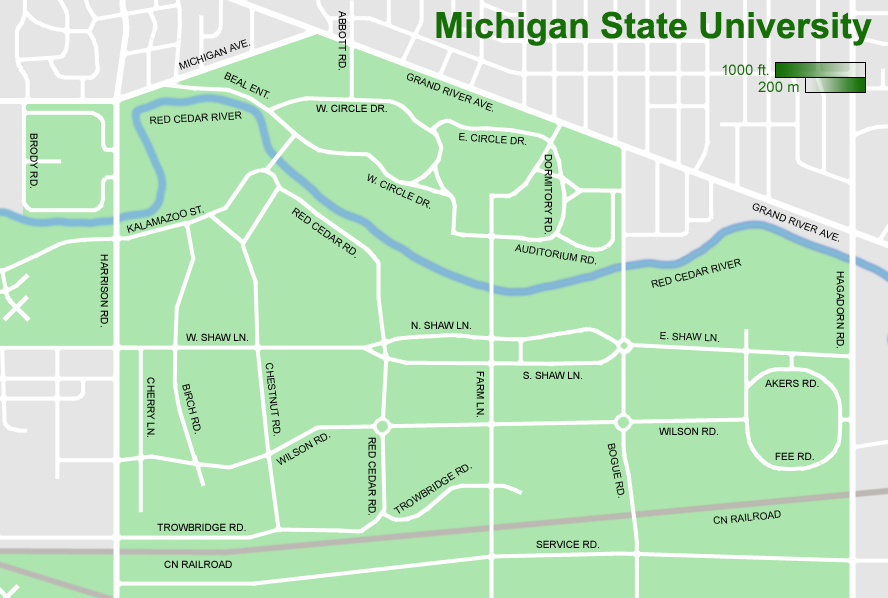
Carte du Campus.

Le campus de MSU est situé à East Lansing, sur les rives de la rivière Red Cedar. Le développement du campus a débuté en 1856 avec trois bâtiments. Aujourd’hui, le campus s’étend sur 2 105 ha sur lesquels ont été bâtis 676 bâtiments, dont 203 destinés à l'enseignement, 154 à l’agriculture et 254 au logement et aux services de restaurations. 160 km de trottoirs et 43 km de routes sillonnent le campus. La Michigan State University possède également 9 000 ha de terre à l’extérieur du campus.
La partie nord du campus est la plus ancienne. C’est dans cette partie du campus qu’ont été construits les premiers bâtiments de l’école dans un style néogothique. Les bâtiments les plus célèbres sont la tour Beaumont et la résidence officielle du président. La partie sud du campus, d’un style plus international, regroupe de nombreux bâtiments d'enseignement et de recherche, comme l’école de droit et le Cyclotron. Cette partie du campus est traversée par deux lignes de chemin de fer.

## Vie sportive
MSU possède 14 équipes masculines et 15 équipes féminines jouant en division I FBS de la NCAA. Les équipes s’appelant les Spartans, leur mascotte représente un guerrier spartiate appelé Sparty. MSU fait partie de la division Big Ten Conference et est la seule école à avoir remporté plusieurs titres à la fois en football américain et en basket.
La fanfare Spartan Marching Band participe à chaque événement sportif.

### Basketball

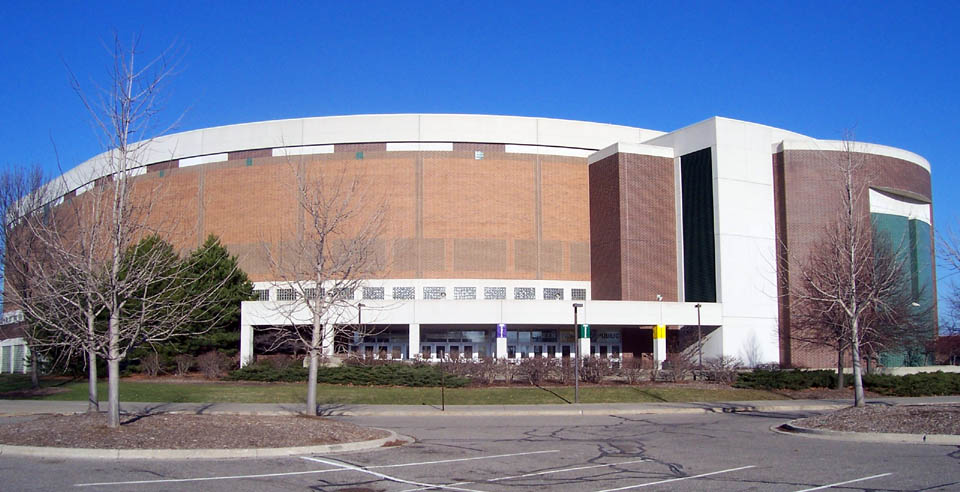
Le Breslin Center.

L’équipe masculine de Basketball de MSU a remporté à deux reprises le championnat américain de NCAA en 1979 avec Magic Jonhson et en 2000 avec Morris Peterson. L’équipe réside actuellement au Breslin Student Events Center.
Le 13 décembre 2003, la rencontre entre l'université de l'État du Michigan et l'université du Kentucky entra dans l’histoire en devenant le match de basket ayant eu le plus grand nombre de spectateurs. Le match eut lieu au Ford Field, à Détroit, dans le Michigan et rassembla 78 129 spectateurs.
Les Spartans qui jouent ou ont joué en NBA sont, entre autres, Earvin "Magic" Johnson, Steve Smith, Scott Skiles, Jason Richardson, Mateen Cleaves, Alan Anderson, Zach Randolph, Morris Peterson et Charlie Bell.

### Football américain

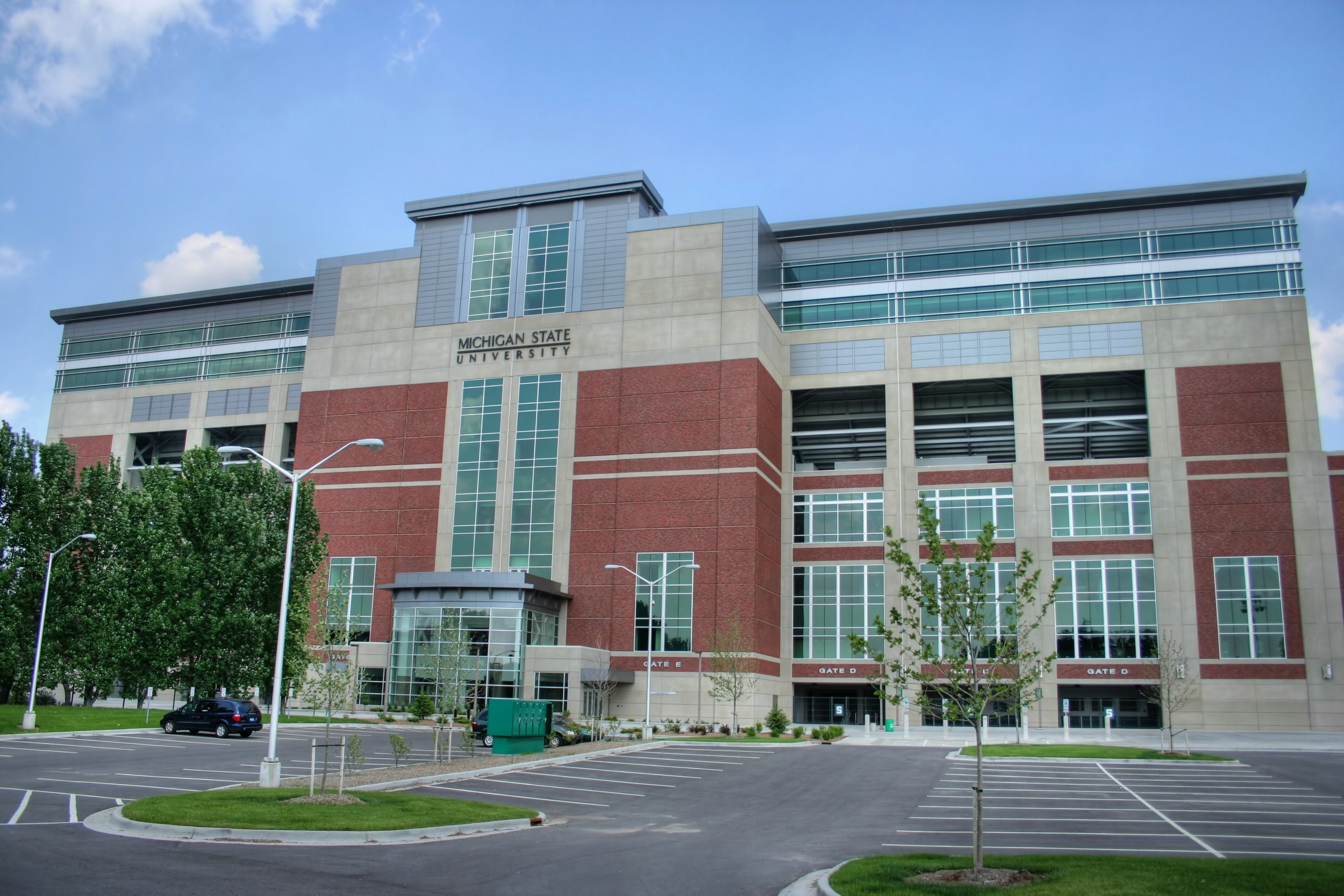
Le Spartan Stadium.

Le football américain est une longue tradition à MSU. Créé en 1884, l’équipe de football joue aujourd’hui au Spartan Stadium, un stade de 75 000 places situé au centre du Campus. L’entraîneur actuel est Mark Dantonio.
Chaque année Michigan State University et University of Michigan s’affrontent lors d’un derby dont l’enjeu est le trophée Paul Bunyan. MSU fait également partie des trois équipes de la conférence du Big Ten à affronter, chaque année, l’équipe de Notre-Dame.
Michigan State a remporté trois fois le championnat américain et huit fois le Big Ten.